# Vuelta a España 1995
La Vuelta a España 1995, cinquantesima edizione della corsa, si svolse ventuno tappe, precedute da un cronoprologo iniziale, dal 2 al 24 settembre 1995, per un percorso totale di 3 750 km. Fu vinta dal francese Laurent Jalabert che terminò la gara in 95h30'33" alla media di 39,246 km/h.
Partenza della prima tappa a Saragozza e traguardo a Madrid.

## Tappe
| Tappa  | Data         | Percorso                              | km    | Vincitore di tappa  | Leader cl. generale |
| ------ | ------------ | ------------------------------------- | ----- | ------------------- | ------------------- |
| Prol.  | 2 settembre  | Saragozza (cron. individuale)         | 7     | Abraham Olano       | Abraham Olano       |
| 1ª     | 3 settembre  | Saragozza > Logroño                   | 187   | Nicola Minali       | Abraham Olano       |
| 2ª     | 4 settembre  | San Asensio > Santander               | 224   | Gianluca Pianegonda | Gianluca Pianegonda |
| 3ª     | 5 settembre  | Santander > Alto del Naranco          | 206   | Laurent Jalabert    | Laurent Jalabert    |
| 4ª     | 6 settembre  | Tapia de Casariego > La Coruña        | 83    | Marcel Wüst         | Laurent Jalabert    |
| 5ª     | 7 settembre  | La Coruña > Orense                    | 180   | Laurent Jalabert    | Laurent Jalabert    |
| 6ª     | 8 settembre  | Orense > Zamora                       | 264   | Nicola Minali       | Laurent Jalabert    |
| 7ª     | 9 settembre  | Salamanca (cron. individuale)         | 41    | Abraham Olano       | Laurent Jalabert    |
| 8ª     | 10 settembre | Salamanca > Avila                     | 220   | Laurent Jalabert    | Laurent Jalabert    |
| 9ª     | 11 settembre | Avila > Palazuelos de Eresma          | 123   | Jesper Skibby       | Laurent Jalabert    |
| 10ª    | 12 settembre | Cordova > Siviglia                    | 163   | Jeroen Blijlevens   | Laurent Jalabert    |
| 11ª    | 13 settembre | Siviglia > Marbella                   | 187   | Nicola Minali       | Laurent Jalabert    |
| 12ª    | 14 settembre | Marbella > Sierra Nevada              | 238   | Bert Dietz          | Laurent Jalabert    |
| 13ª    | 15 settembre | Olula del Río > Murcia                | 181   | Christian Henn      | Laurent Jalabert    |
| 14ª    | 16 settembre | Elche > Valencia                      | 207   | Marcel Wüst         | Laurent Jalabert    |
| 15ª    | 17 settembre | Barcellona > Barcellona               | 154   | Laurent Jalabert    | Laurent Jalabert    |
| 16ª    | 18 settembre | Tàrrega > Pla de Beret                | 197   | Alex Zülle          | Laurent Jalabert    |
|        | 19 settembre | giorno di riposo                      |       |                     |                     |
| 17ª    | 20 settembre | Salardú > Luz-Ardiden (FRA)           | 179   | Laurent Jalabert    | Laurent Jalabert    |
| 18ª    | 21 settembre | Luz-Saint-Sauveur (FRA) > Sabiñánigo  | 158   | Asjat Saitov        | Laurent Jalabert    |
| 19ª    | 22 settembre | Sabiñánigo > Calatayud                | 228   | Adriano Baffi       | Laurent Jalabert    |
| 20ª    | 23 settembre | Alcalá de Henares (cron. individuale) | 42    | Abraham Olano       | Laurent Jalabert    |
| 21ª    | 24 settembre | Alcalá de Henares > Madrid            | 171   | Marcel Wüst         | Laurent Jalabert    |
| Totale | Totale       | Totale                                | 3 750 |                     |                     |

## Squadre e corridori partecipanti
Le 20 squadre partecipanti alla gara furono:
| N.    | Cod. | Squadra         |
| ----- | ---- | --------------- |
| 1-9   | MAP  | Mapei-GB        |
| 11-19 | ART  | Artiach         |
| 21-29 | BAN  | Banesto         |
| 31-39 | CAR  | Carrera-Tassoni |
| 41-49 | CBH  | Castellblanch   |
| 51-59 | HAZ  | Chazal-König    |
| 61-69 | EUS  | Euskadi         |
| 71-79 | GAN  | GAN             |
| 81-89 | GEW  | Gewiss-Ballan   |
| 91-99 | KEL  | Kelme-Sureña    |

| N.      | Cod. | Squadra                      |
| ------- | ---- | ---------------------------- |
| 101-109 | FES  | Lotus-Festina                |
| 111-119 | MOT  | Motorola Cycling Team        |
| 121-129 | NOE  | Novell Software-Decca        |
| 131-139 | ONC  | ONCE                         |
| 141-149 | PLT  | Polti-Granarolo-Santini      |
| 151-159 | SAE  | Saeco-AS Juvenes San Marino  |
| 161-169 | SCL  | Santa Clara-Master           |
| 171-179 | SIC  | Sicasal-Acral                |
| 181-189 | TEL  | Team Deutsche Telekom-Merckx |
| 191-199 | TVM  | TVM-Polis Direct             |

## Classifiche finali

### Classifica generale - Maglia oro
| Pos. | Corridore             | Squadra       | Tempo     |
| ---- | --------------------- | ------------- | --------- |
| 1    | Laurent Jalabert      | ONCE          | 95h30'33" |
| 2    | Abraham Olano         | Mapei         | a 4'22"   |
| 3    | Johan Bruyneel        | ONCE          | a 6'48"   |
| 4    | Melchor Mauri         | ONCE          | a 8'04"   |
| 5    | Richard Virenque      | Festina       | a 11'38"  |
| 6    | Roberto Pistore       | Team Polti    | a 11'54"  |
| 7    | David García Marquina | Banesto       | a 13'50"  |
| 8    | Daniel Clavero        | Artiach       | a 15'03"  |
| 9    | Michele Bartoli       | Mercatone Uno | a 19'14"  |
| 10   | Stefano Della Santa   | Mapei         | a 19'42"  |

### Classifica a punti - Maglia azzurra
| Pos. | Corridore        | Squadra    | Punti |
| ---- | ---------------- | ---------- | ----- |
| 1    | Laurent Jalabert | ONCE       | 312   |
| 2    | Abraham Olano    | Mapei      | 195   |
| 3    | Marcel Wüst      | Castellbl. | 178   |

### Classifica scalatori - Maglia verde
| Pos. | Corridore        | Squadra    | Punti |
| ---- | ---------------- | ---------- | ----- |
| 1    | Laurent Jalabert | ONCE       | '238  |
| 2    | Roberto Pistore  | Team Polti | 124   |
| 3    | Alex Zülle       | ONCE       | 89    |

### Classifica sprint - Maglia bianca
| Pos. | Corridore        | Squadra       | Punti |
| ---- | ---------------- | ------------- | ----- |
| 1    | Steffen Wesemann | Deutsche Tel. | 44    |

### Classifica a squadre
| Pos. | Squadra | Tempo      |
| ---- | ------- | ---------- |
| 1    | ONCE    | 286h44'17" |